# Vanessa Paradis
Vanessa Chantal Paradis (Saint-Maur-des-Fossés, 22 december 1972) is een Franse zangeres en actrice.

## Carrière
Vanessa Chantal Paradis werd op 22 december 1972 geboren in Saint-Maur-des-Fossés, een voorstad van Parijs. Ze groeide op in een andere voorstad, Villiers-sur-Marne. Ze heeft een elf jaar jongere zus die op latere leeftijd (ook) actrice werd. Via haar oom kon Paradis op zevenjarige leeftijd in het Franse televisieprogramma L'École des fans optreden. In 1985 nam ze haar eerste plaatje op: La magie des surprises parties, dat echter niet werd uitgebracht. Twee jaar later volgde haar officiële debuut als zangeres met de single Joe le taxi en scoorde ze meteen een internationale hit. Er werden meer dan drie miljoen exemplaren van verkocht. Het nummer, geschreven door Étienne Roda-Gil en Franck Langolff, stond in Frankrijk wekenlang op nummer één. Daarnaast werd het een succes in landen als Ierland, Zweden, Engeland, Noorwegen, België en Duitsland. Het volgende jaar erop volgde een eerste album met de titel M&J. Gelijktijdig met het album verscheen de single Marilyn et John dat ook een grote hit werd in Frankrijk.
In 1989 maakte Paradis haar acteerdebuut in het drama Noce blanche. Voor haar vertolking won ze de César (de Franse Oscar) voor beste jong vrouwelijk talent en tevens de Prix Romy Schneider. Daarna begon ze samen met Serge Gainsbourg te werken aan een nieuw album dat in 1990 verscheen onder de titel Variations sur le même t'aime. De samenwerking met Gainsbourg leidde tot nogal wat rumoer, want de zanger/producer had een nogal dubieuze reputatie als het ging over jonge meisjes. Met de eerste singleTandem weerlegde Paradis de kritiek van de Franse media. De videoclip van het nummer groeide uit tot een van de meest sexy videoclips van de jaren '90.
In 1991 werd Paradis door het modehuis Chanel gekozen om het parfum Coco te promoten. Ze ontmoette dat jaar ook Lenny Kravitz, die haar volgende, Engelstalige album Vanessa Paradis produceerde en met wie ze een relatie begon. De single Be my baby van dit album werd haar grootste internationale hit. In 1993 ging Paradis voor de eerste keer op tournee waarvan een live-opname in 1994 werd uitgebracht. Daarna legde ze zich opnieuw toe op de film en was te zien in Elisa (1995) van Jean Becker, Un amour de sorcière (1997), Une chance sur deux (1998) van Patrice Leconte en in La fille sur le pont (1999) van dezelfde regisseur.
Ondertussen begon ze een relatie met de Amerikaanse acteur Johnny Depp, die voor de opnamen van de film The Ninth Gate in Parijs moest zijn. In 1999 kregen ze een dochter, actrice en mannequin Lily-Rose Depp. In 2002 volgde een zoon. Na een aantal stille jaren op muziekgebied maakte Paradis in 2000 een comeback met het album Bliss. Het verkocht vooral goed in Frankrijk waar het twee maal met goud onderscheiden werd. Daaropvolgend ging de zangeres weer op tournee en verscheen het live-album Au Zénith in 2001.
In de daarop volgende jaren legde Paradis zich verder op het acteren toe, met rollen in Atomik Circus, in 2004, Pollux in 2005 (een animatiefilm waarin Paradis de stem van Margote insprak) en Mon Ange in 2005, die grotendeels in Nederland werd opgenomen. In 2004 werkte ze opnieuw voor Chanel bij de promotie van een nieuwe lijn van handtassen: Ligne du Cambon. In het jaar erna werd hier een nieuwe lijn van uitgebracht en in het najaar van 2005 volgde een nieuwe tassenlijn waar Paradis ook het gezicht van werd: New Mademoiselle. In november 2006 werd Le Soldat Rose uitgebracht. Dit kinderverhaal verscheen in boekvorm en op cd en werd geschreven door de Franse zanger Matthieu Chedid. Vele grote Franse artiesten vertolkten een personage op de cd, onder wie Francis Cabrel en Matthieu Chedid zelf. Paradis vertolkte op de cd het nummer Made in Asia. 
In 2007 was er weer een muzikale comeback, dit keer met het album Divinidylle. Voor dit album werkte Paradis samen met Matthieu Chedid, Thomas Fersen, Albin de la Simone en anderen. Zelf schreef ze de tekst en muziek voor het liedje Jackadi, opgedragen aan haar zoon Jack, die ook te horen is in dit nummer. Met 400.000 verkochte exemplaren van Divinidylle in Frankrijk overtrof Paradis de verkoop van haar voorgaande album Bliss uit 2000. De videoclip van de single L'Incendie werd geregisseerd door Johnny Depp, die er vermoedelijk ook een klein rolletje in had. De acteur ontwierp ook de hoes van het nieuwe album dat geïnspireerd was op De kus van Gustav Klimt, het favoriete schilderij van Paradis. De tournee die aan het album verbonden was begon op 26 oktober 2007 in Metz en eindigde op 19 december in het Palais Omnisports de Paris-Bercy in Parijs. In de zomer van 2008 kreeg de tournee een vervolg en bracht Paradis langs verschillende festivals in België, Frankrijk en Zwitserland. Op 15 september 2008 werden er een cd en de dvd van de Divinidylle Tour uitgebracht.
In november 2007 kwam La Clef uit, een thriller die het derde deel van een trilogie vormt waarin Paradis de rol van Cécile speelde. Kort daarna ontving ze van het Franse ministerie van cultuur de onderscheiding Ordre des Arts et des Lettres. De ceremonie werd bijgewoond door onder anderen Johnny Depp, hun twee kinderen en de ouders van Paradis. In mei 2008 werd bekendgemaakt dat Paradis het nieuwe gezicht werd van de herfst- en wintercollectie van het Italiaanse kledingmerk Miu Miu. Twee jaar later, in maart 2010 werd Paradis het nieuwe gezicht voor de nieuwe lipstick van Chanel: Rouge Coco. Twee maanden later kwamen daar de nieuwe tassen van Chanel (Coco Cocoon) bij, waar Paradis ook het gezicht voor was. 
Eind 2009 werden alle muzikale successen van Paradis verzameld op het album Best Of Vanessa Paradis dat in Frankrijk twee maal met platina werd onderscheiden. Op dit album staat een cover van I Love Paris, dat gebruikt werd voor de reclame-campagne van Aéroports de Paris. De eerste single van dit album was Il Y A, met een bijhorende videoclip die door Johnny Depp geregisseerd werd. In maart 2010 kwam de film L'Arnacœur uit waarin Paradis de rol van Juliette Van Der Becq vertolkte. Haar tegenspeler was Romain Duris. Deze romantische komedie werd een groot succes in Frankrijk. In 2012 gingen Paradis en Depp uit elkaar. Het jaar erop bracht Paradis het (dubbel)album Love Songs uit. De bijhorende tournee bracht haar ook naar Nederland. Op 19 juni 2014 gaf Paradis haar eerste concert ooit op Nederlandse bodem in Paradiso Amsterdam. 
Intussen was ze als actrice veelvuldig zien in televisieseries en films als Fading Gigolo, Rio, I Love You, Sous les jupes des filles, Yoga Hosers, Maryline, Frost en Chien. In 2018 verscheen het album Les sources dat in Frankrijk goud werd. Drie jaar later maakte Paradis voor de allereerste keer in haar carrière haar opwachting in het theater. In het toneelstuk Maman speelde ze de rol van Jeanne, waarvoor ze een nominatie ontving voor beste actrice bij de Moliėre Award. Wegens succes ging de productie van Maman op tournee door Frankrijk en keerde uiteindelijk voor de laatste 30 shows terug naar Parijs. In de herfst van 2025 zal Paradis het album Le retour des beaux jours uitbrengen en daarmee weer op tournee gaan in Frankrijk.

### Albums
| Album met eventuele hitnotering(en) in de Nederlandse Album Top 100 | Datum van verschijnen | Datum van binnenkomst | Hoogste positie | Aantal weken | Opmerkingen   |
| ------------------------------------------------------------------- | --------------------- | --------------------- | --------------- | ------------ | ------------- |
| M&J                                                                 | 17-06-1988            | -                     |                 |              |               |
| Variations sur le même t'aime                                       | 23-07-1990            | -                     |                 |              |               |
| Vanessa Paradis                                                     | 21-09-1992            | 28-11-1992            | 45              | 18           |               |
| Vanessa Paradis Live                                                | 21-02-1994            | -                     |                 |              | livealbum     |
| Bliss                                                               | 16-10-2000            | -                     |                 |              |               |
| Au Zénith                                                           | 05-11-2001            | -                     |                 |              | livealbum     |
| Divinidylle                                                         | 03-09-2007            | -                     |                 |              |               |
| Divinidylle tour                                                    | 15-09-2008            | -                     |                 |              | livealbum     |
| The best of Vanessa Paradis                                         | 23-11-2009            | -                     |                 |              | verzamelalbum |
| Une nuit à Versailles                                               | 29-11-2010            | -                     |                 |              | livealbum     |
| Love songs                                                          | 25-05-2013            | -                     |                 |              |               |
| Love songs tour                                                     | 24-11-2014            | -                     |                 |              | livealbum     |
| Les Sources                                                         | 16-11-2018            | -                     |                 |              |               |

| Album met hitnotering(en) in de Vlaamse Ultratop 200 albums | Datum van verschijnen | Datum van binnenkomst | Hoogste positie | Aantal weken | Opmerkingen |
| ----------------------------------------------------------- | --------------------- | --------------------- | --------------- | ------------ | ----------- |
| Divinidylle                                                 | 2007                  | 15-09-2007            | 36              | 4            |             |
| Love songs                                                  | 2013                  | 25-05-2013            | 25              | 1*           |             |

### Singles
| Single met eventuele hitnotering(en) in de Nederlandse Top 40 | Datum van verschijnen | Datum van binnenkomst | Hoogste positie | Aantal weken | Opmerkingen                                                                |
| ------------------------------------------------------------- | --------------------- | --------------------- | --------------- | ------------ | -------------------------------------------------------------------------- |
| Joe le taxi                                                   | 1987                  | 19-09-1987            | 23              | 5            | Nr. 25 in de Nationale Hitparade Top 100 / Speciale Aanbieding KRO Radio 3 |
| Tandem                                                        | 1990                  | 22-09-1990            | 26              | 4            | Nr. 25 in de Nationale Top 100 / Veronica Alarmschijf Radio 3              |
| Be my baby                                                    | 1992                  | 07-11-1992            | 7               | 12           | Nr. 4 in de Nationale Top 100                                              |
| Sunday Mondays                                                | 1993                  | 06-02-1993            | 28              | 4            | Nr. 36 in de Mega Top 50                                                   |

| Single met hitnotering(en) in de Vlaamse Ultratop 50 | Datum van verschijnen | Datum van binnenkomst | Hoogste positie | Aantal weken | Opmerkingen                 |
| ---------------------------------------------------- | --------------------- | --------------------- | --------------- | ------------ | --------------------------- |
| Joe le taxi                                          | 1987                  | -                     |                 |              | Nr. 9 in de Radio 2 Top 30  |
| Tandem                                               | 1990                  | -                     |                 |              | Nr. 25 in de Radio 2 Top 30 |
| Be my baby                                           | 1992                  | -                     |                 |              | Nr. 3 in de Radio 2 Top 30  |
| Sunday mondays                                       | 1992                  | -                     |                 |              | Nr. 16 in de Radio 2 Top 30 |
| Divine idylle                                        | 2007                  | 22-09-2007            | 38              | 5            | Nr. 15 in de Radio 2 Top 30 |
| Il y a                                               | 2009                  | 23-01-2010            | tip20           | -            |                             |
| La Seine                                             | 2011                  | 29-10-2011            | tip37           | -            |                             |
| Love song                                            | 2013                  | 16-03-2013            | tip98*          |              |                             |

### Soundtrack
- Time To Get Your Loving voor Atlantique, 1991
- La Lune Brille Pour Toi voor Le Petit Poucet, 2001
- Close Your Eyes voor Le Petit Poucet, 2001
- Ma Pétroleuse voor Atomik Circus, 2004
- Concia Cha Cha Cha voor Atomik Circus, 2004
- Concia James voor Atomik Circus, 2004
- La Mustang voor Atomik Circus, 2004
- James Bataille voor Atomik Circus, 2004
- Le Petit Vent Du Desert voor Atomik Circus, 2004
- La Scène voor Un Monstre à Paris, 2008

## Projecten
- Le Soldat Rose : als Made in Asia, 2006

## Dvd's
- Tous ses clips (VHS), 1993
- Vanessa Paradis Au Zénith, 2001
- Le Soldat Rose, 2006
- Divinidylle Tour, 2008

## Films
- Noce blanche, 1988
- Élisa, 1995
- Un Amour de Sorcière, 1997
- Une Chance sur Deux, 1998
- La Fille sur le pont, 1999
- Atomik Circus - Le Retour de James Bataille, 2004
- Mon Ange, 2004
- Pollux, 2005
- La Clef, 2007
- Un Monstre à Paris, 2010, stem
- L'Arnacœur, 2010
- Cornouaille, 2012
- Fading Gigolo, 2013
- Sous les Jupes des Filles, 2014